# Seis días de Sídney
Los Seis días de Sídney fue una carrera de ciclismo en pista, de la modalidad de seis días, que se disputaba en Sídney (Australia). Su primera edición data de 1911 y se disputó hasta 1974.

## Palmarés
| Año       | Ganadores                                   | Segundos                                   | Terceros                             |
| --------- | ------------------------------------------- | ------------------------------------------ | ------------------------------------ |
| 1911      | Alfred Goullet Paddy Hehir                  | Alfred Grenda Gordon Walker                | Frank Corry Reginald McNamara        |
| 1912      | edición no realizada                        |                                            |                                      |
| 1913      | Frank Corry Reginald McNamara               | Donald Kirkham Robert Spears               | Fred Kneefe Bert Scott               |
| 1914-1919 | ediciones no realizadas                     |                                            |                                      |
| 1920      | Charles Osterriter Willie Spencer           | Frank Corry Alfred Grenda                  | Alex McBeath Ernest Priestley        |
| 1921      | edición no realizada                        |                                            |                                      |
| 1922      | Georges Hammond Ken Ross                    | Harris Horder Ron Munroe                   | Ted Byron Dick Marshall              |
| 1923      | edición no realizada                        |                                            |                                      |
| 1924      | Frank Corry Cecil Walker                    | Charly Jaeger W. Keller                    | Jack Fitzgerald Fred Wells           |
| 1925      | George Dempsey Ken Ross                     | Jack Fitzgerald Dick Marshall              | Eric Gibaud Hubert Opperman          |
| 1926      | edición no realizada                        |                                            |                                      |
| 1927      | Jack Fitzgerald Ken Ross                    | Les Hammond Harold Moodie                  | Grant Pye H. Rogers                  |
| 1928-1937 | ediciones no realizadas                     |                                            |                                      |
| 1938      | Joe Parmley Len Rogers                      | Gino Bambagiotti Ernie Greig               | Hilton Bloomfield Harold Latta       |
| 1939      | Joe Buckley Stan Parsons                    | Hilton Bloomfield Len Rogers               | Ernie Greig Harold Latta             |
| 1940      | Robert Porter Len Rogers                    | Hilton Bloomfield Ray Brooking             | Ernie Greig Arthur Windon            |
| 1941      | Ray Brooking Bill Guyatt                    | Charles Rampelberg Hughie Smith            | Jim Coleman Randall Cook             |
| 1942      | Bill Guyatt Jack Walsch                     | Randall Cook Len Rogers                    | Hilton Bloomfield Ray Dunbier        |
| 1943      | edición no realizada                        |                                            |                                      |
| 1944      | Stand Parsons Hughie Smith                  | John Kohlenberg Len Rogers                 | Jim Coleman F. Fickle                |
| 1945-1953 | ediciones no realizadas                     |                                            |                                      |
| 1954      | Jim Nestor Maurice Martin                   | Harold Jensen Keith Manny                  | Douglas Stanford Brian Hayden        |
| 1955-1957 | ediciones no realizadas                     |                                            |                                      |
| 1958      | Peter Brotherton Sydney Patterson           | Giuseppe Chiesa Frederico Mason            | Bruce Clarke Robert Leach            |
| 1959      | Peter Panton Sydney Patterson               | John Green John Young                      | Dudley Crowe Ray Crowe               |
| 1960      | edición no realizada                        |                                            |                                      |
| 1961      | John Green John Young                       | Peter Panton Klaus Stiefler                | Ronald Grenda Fred Roche             |
| 1962      | Ernest Corney Allan McLennan Keith Reynolds | Orazio Damico Sydney Patterson Nino Solari | Alex Fulcher Kerry Hoole Robert Ryan |
| 1963-1973 | ediciones no realizadas                     |                                            |                                      |
| 1974      | Frank Atkins Danny Clark                    | John Bylsma Hilton Clarke                  | Keith Oliver Bob Whetters            |